# Chavantes
Chavantes é um município brasileiro do estado de São Paulo. Sua população estimada em 2014 era de 12.482 habitantes. O município é formado pela sede e pelo distrito de Irapé.

## História
Fundação: 1887
Fundador: João Inácio da Costa Bezerra.
Elevado a distrito em 8 de outubro de 1917 (107 anos) e a município em 4 de dezembro de 1922 (102 anos).
A criação do município tem seu registro histórico descritos nos livros das crônicas da Igreja Católica (Livro do Tombo), onde os criadores do município relatam onde são os limites da nova comunidade, a partir do local chamado "Poço da Faca", o registro deste nome encontra-se nos documentos de Theodoro Sampaio ao percorrer o rio Paranapanema em 1860.
Este local "Poço da Faca" é onde se encontra hoje a Usina Xavantes, a historia oral recolhida por Jaime Luiz Cadamuro em conversas com moradores da região relata que um jovem pescador ao deixar cair sua faca ao final da sua pescaria, pulou nas aguas para tentar reaver o objeto e morreu afogado naquelas aguas que afunilavam na passagem entre as montanhas.
Parte das informações acima são contidas nos documentos pessoais recolhidos pela pesquisadora Maria Helena Cadamuro.
Durante a Segunda Grande Guerra os moradores da cidade precisaram efetuar seu registro na delegacia, estes documentos foram recolhidos na Policia  Federal em Bauru. nos anos 1980. Sua leitura demonstra o grande potencial que Chavantes possuía naqueles dias, imigrantes de muitas nações chegaram na cidade, 
Com o ramal ferroviário que surge em Ourinhos, devido a resistência dos fazendeiros em doar suas terras para passagem dos trilhos a cidade perde sua importância comercial.
Chavantes tem até hoje os grandes armazéns que eram usados para guardar e embarca Alfafa, sua mais significativa produção até então, usada pela cavalaria do exercito. Nos relatos de jornais ao chegar o plantio de café ocorre grande celeuma devido a uma nova monocultura ser instalada no município. Esta mesma celeuma surge anos depois com a cana de açúcar.

## Geografia
Localiza-se a uma latitude 23º02'20" sul e a uma longitude 49º42'34" oeste, estando a uma altitude de 563 metros.

### Hidrografia

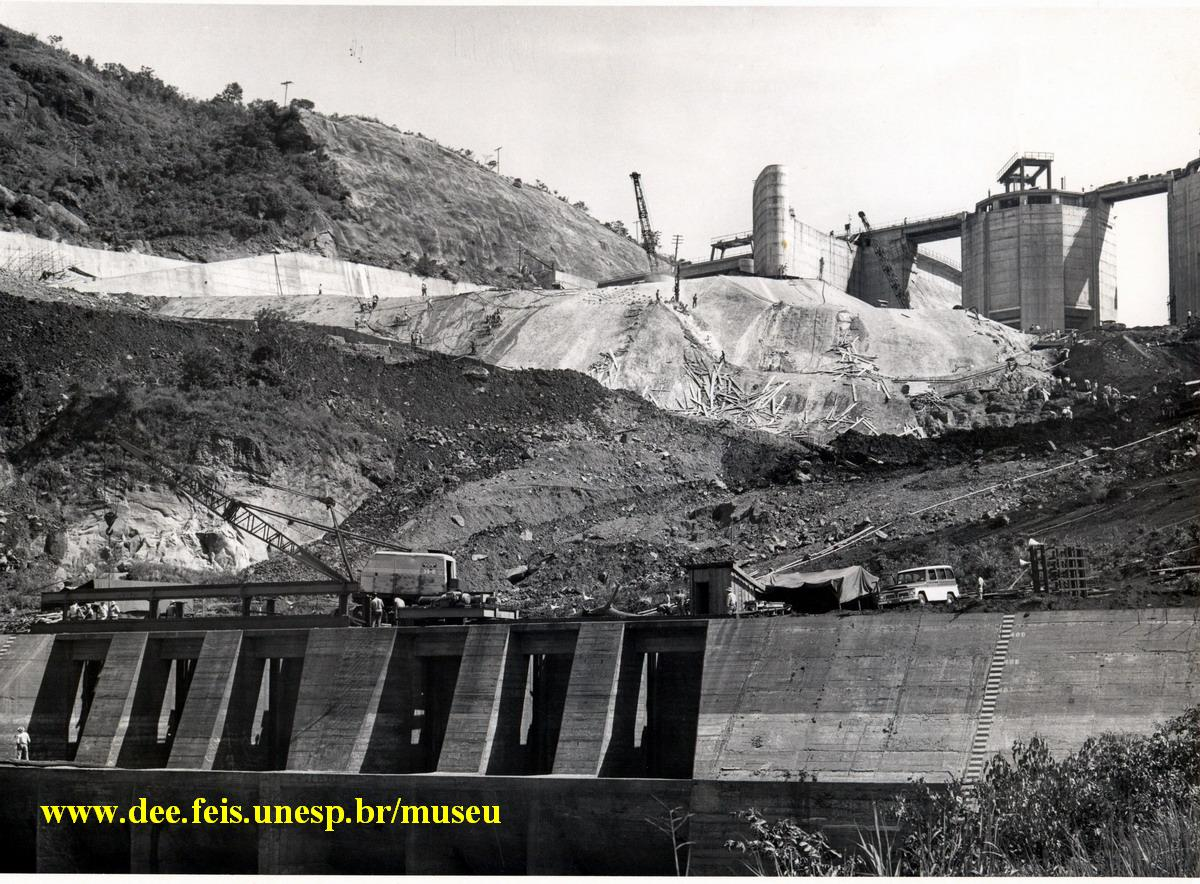
Construção da Usina Hidrelétrica de Chavantes.

- Rio Paranapanema
- Usina Hidrelétrica de Chavantes

### Rodovias

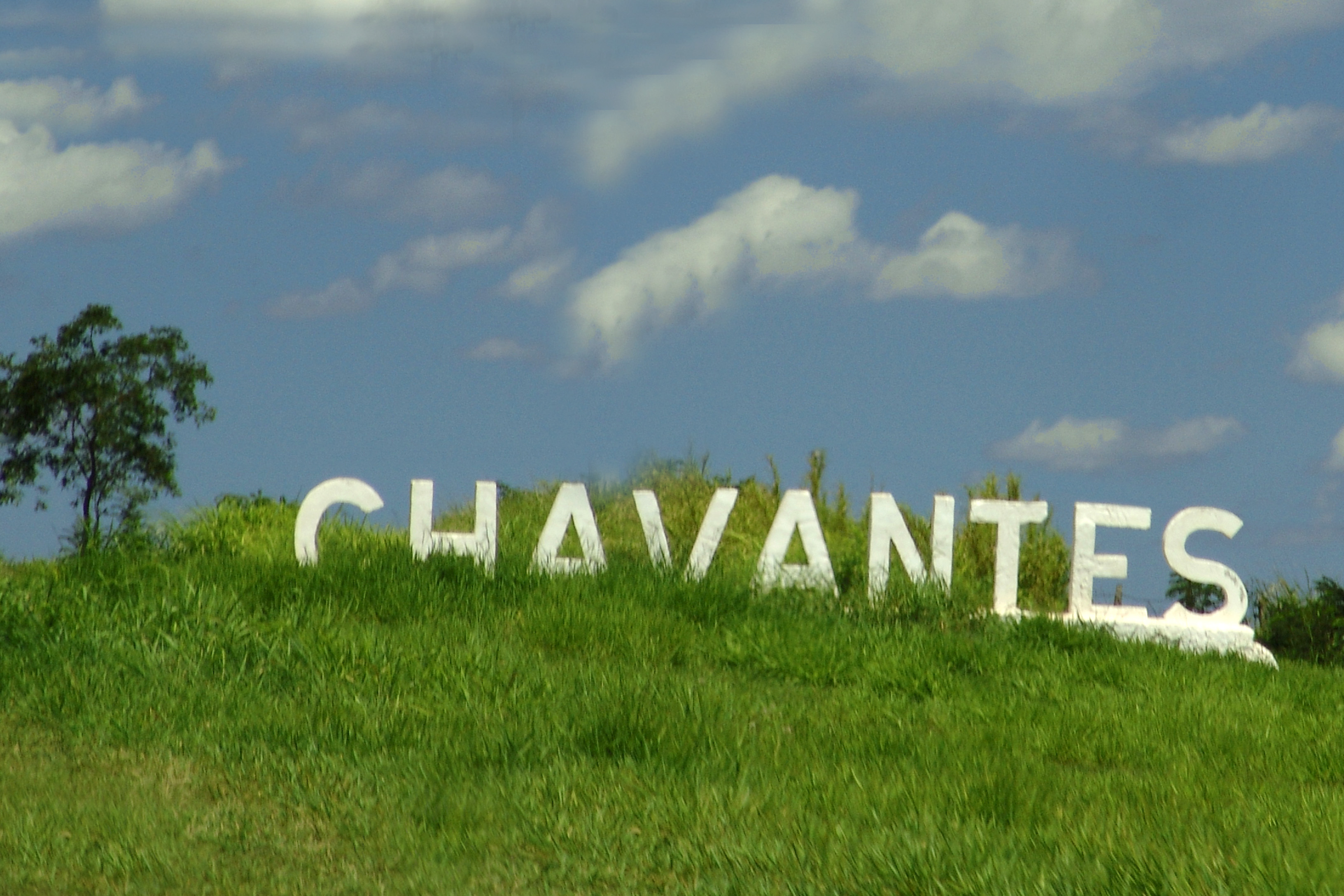
Entrada da cidade.

- SP-270

### Ferrovias
- Linha Tronco da antiga Estrada de Ferro Sorocabana [8]

## Demografia
Dados do Censo - 2000
População Total: 12.194
- Urbana: 10.440
- Rural: 1.754
- Homens: 6.082
- Mulheres: 6.112
- Densidade demográfica (hab./km²): 64,97
- Mortalidade infantil até 1 ano (por mil): 15,79
- Expectativa de vida (anos): 71,26
- Taxa de fecundidade (filhos por mulher): 2,34
- Taxa de Alfabetização: 88,93%
- Índice de Desenvolvimento Humano (IDH-M): 0,776
- IDH-M Renda: 0,709
- IDH-M Longevidade: 0,771
- IDH-M Educação: 0,848

(Fonte: IPEADATA)

## Política e administração
Prefeito(2017-2020): Márcio de Jesus do Rego (Marcio Burguinha)
Vice Prefeito (2017-2020): Douglas Édson Mollo

## Infraestrutura

### Comunicações
O sistema de telefones automáticos foi inaugurado na cidade em 1981 pela Telecomunicações de São Paulo (TELESP), que também implantou o sistema de discagem direta à distância (DDD) em 1981 com o código de área (0143). Anteriormente a cidade era atendida pela Companhia Telefônica Brasileira (CTB).
Na década de 90 o código DDD da cidade foi alterado para (014), para padronização do sistema telefônico com a telefonia celular que estava sendo implantada em todo o estado.

### Transportes
Terminal Rodoviário de Chavantes é um terminal de ônibus da cidade, que tem 7 plataformas, 5 empresas que tem como destino cidades do estado de São Paulo.

### Saúde
Possui um importante Hospital, a Santa Casa de Chavantes, que atende toda a região de Marília.
Atualmente a cidade ficou conhecida nacionalmente por conta da expansão e relevância dos serviços realizados pela Santa Casa de Chavantes. 
A Santa Casa de Misericórdia de Chavantes é uma entidade privada centenária, sem fins lucrativos, fundada no ano de 1923.
Reconhecida como Utilidade Pública Federal, Estadual e Municipal, também é detentora do CEBAS – Certificado de Entidades Beneficentes de Assistência Social concedido pelo Ministério da Saúde.
Possui unidade própria, o Hospital da Santa Casa de Chavantes, que funciona ininterruptamente há mais de 90 anos, atendendo a população da cidade de Chavantes e região do Departamento Regional de Saúde – DRS de Marília (3 milhões de habitantes).
Apesar da cidade de Chavantes ter aproximadamente 14 mil habitantes, o Hospital da Santa Casa de Chavantes é Referência Regional para o Estado de São Paulo nas mais diversas áreas cirúrgicas, incluindo Alta Complexidade em Oftalmologia, o que abrange uma área de mais de 3 milhões de habitantes. Também somos referência em especialidades e exames complementares para os 2 Consórcios Regionais (UMMES e CIVAP).
Com a experiência de seus diretores e conselheiros, que atuam há mais de 40 anos em Gestão de Equipamentos de saúde, também é uma Organização Social de Saúde – OSS, estando capacitada à formalizar contratos de gestão com os mais diversos entes governamentais, passando a estar a serviço não só dos pacientes de sua mantenedora, localizada no município de Chavantes-SP, mas também em mais de 22 projetos, divididos em 12 municípios e 04 estados.
A Santa Casa de Chavantes é uma entidade filantrópica que desde a sua fundação, atua em conformidade com a legislação e na prestação de contas aos órgãos contratantes, reguladores e fiscalizadores. Como uma associação socialmente responsável, pratica uma gestão baseada em um sistema de governança corporativa, que tem na transparência um dos seus pilares.

## Cultura e lazer
Os pontos turísticos da cidade são:

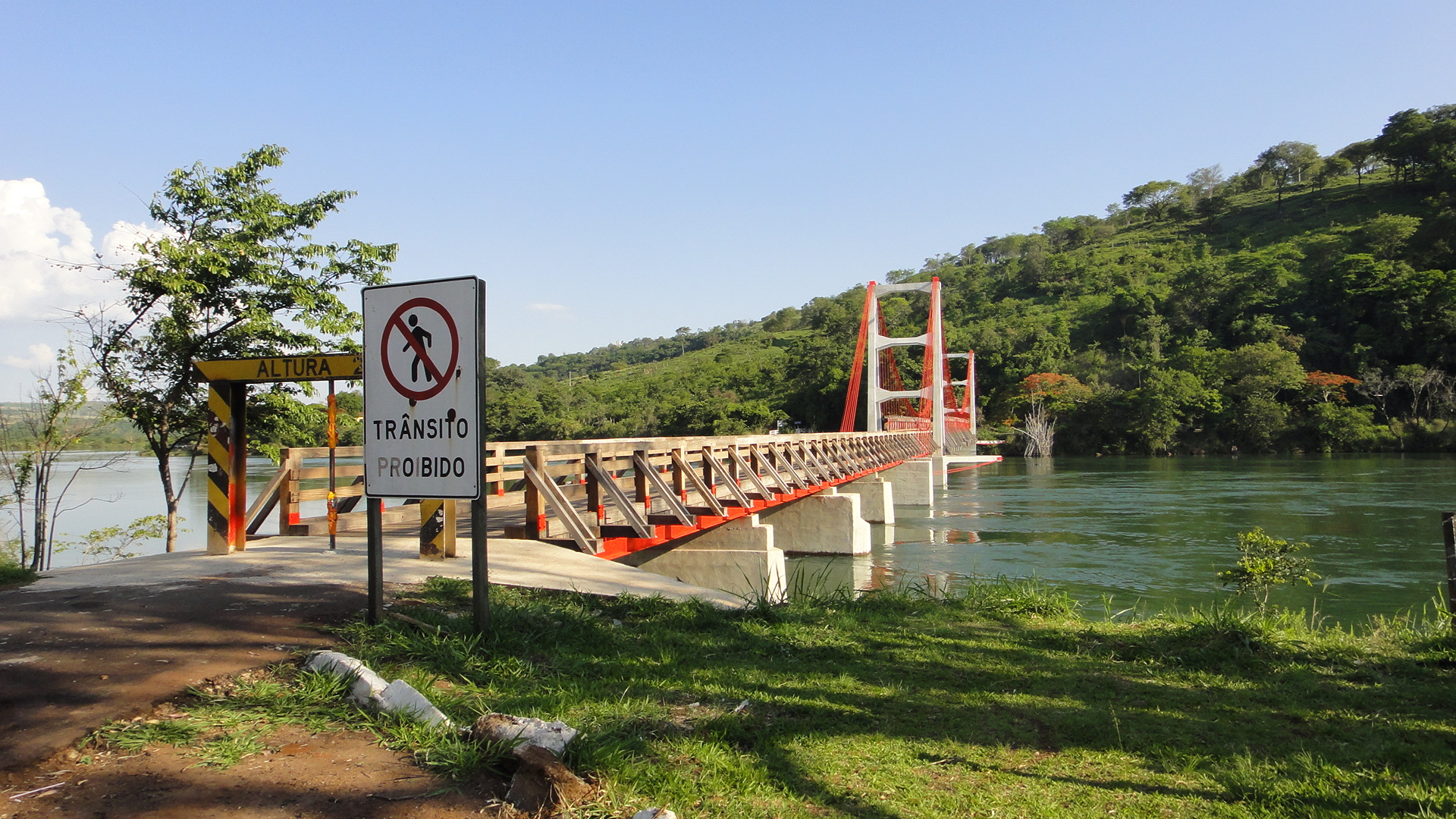
Ponte Pênsil de Chavantes.

- Ponte Pênsil de Chavantes - no distrito de Irapé
- Bosque Municipal de Chavantes
- Parque Dona Zica

## Religião
O Cristianismo se faz presente na cidade da seguinte forma:

### Igreja Católica
- A igreja faz parte da Diocese de Ourinhos.[16]

### Igrejas Evangélicas
Entre as igrejas protestantes históricas, pentecostais e neopentecostais, encontram-se na cidade:
- Assembleia de Deus Ministério do Belém.[19][20]
- Congregação Cristã no Brasil.[21]